# Strå Kalkbruk

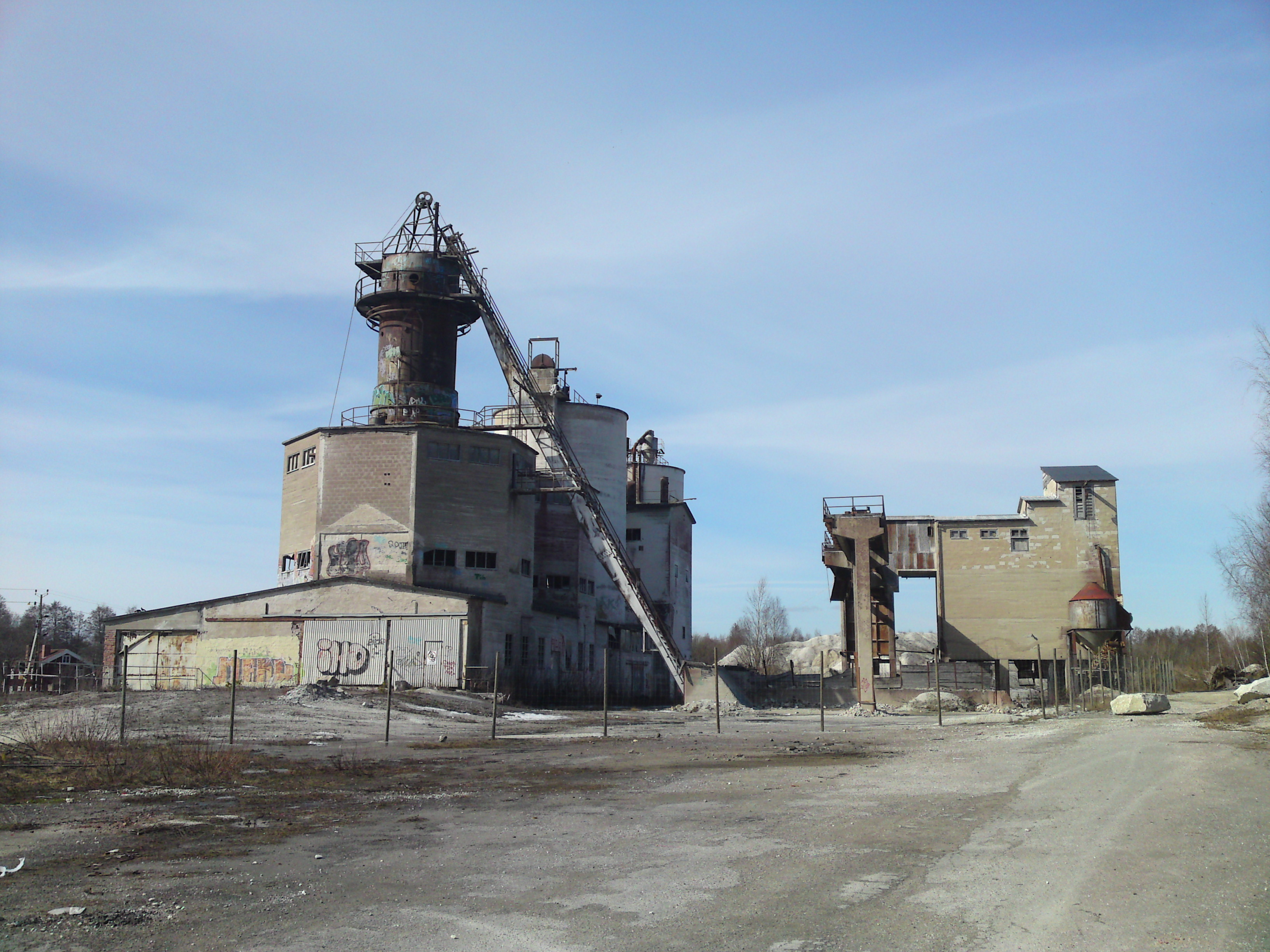
Strå kalkbruk i Sala 2009

AB Strå Kalkbruk, Stockholm, var en svensk tidigare tillverkare av kalk-, och murbruksprodukter. Företaget bildades 1906 i Sala där också det första kalkbruket låg. Verksamheten kom sedermera att utökas för att omfatta även omfatta kalkbruk i bland annat Hedemora, Dyltabruk (Örebro län), Åsestugan (Jämtlands län), Borghamn, Lenbergsvik (båda i Östergötlands län), Högdalsås och Innansjön (Västernorrlands län respektive Västerbottens län). På Gotland vid Fårösund hade man även ett stort kalkbrott. 
År 1915 förvärvades företaget av Johnson-koncernen som 1965 lät slå samman verksamheten med Nya Murbruksfabrikens i Stockholm AB för att bilda Stråbruken AB. Strå Kalkbruk tillverkade bränd kalk för både industri-, byggnads och jordbruksändamål. För stålindustrin tillverkades även bränd dolomit. Antalet anställda inom företaget uppgick till omkring 600 i början av 1950-talet.

## Transporter

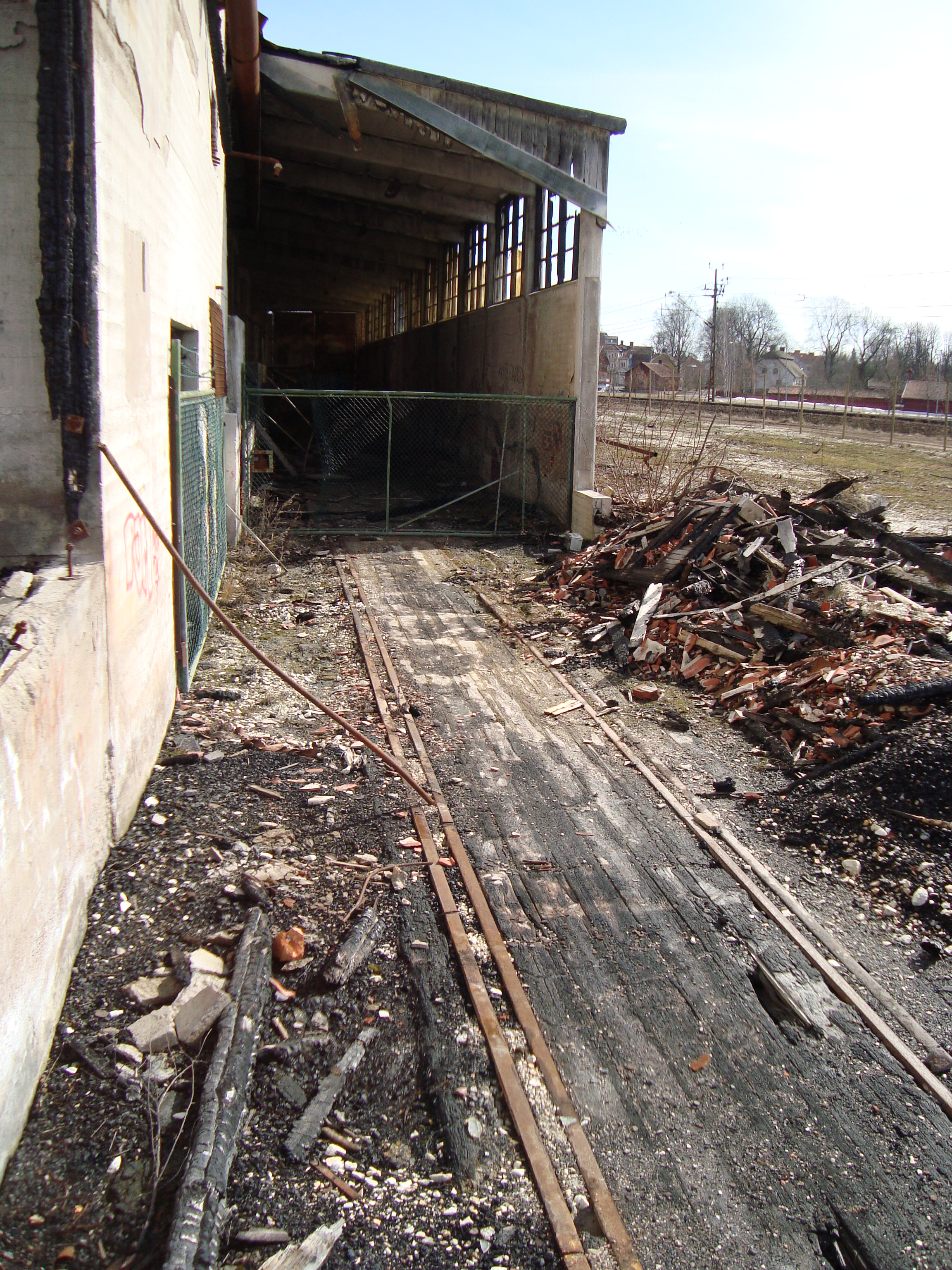
Strå kalkbruk i Sala 2009, järnvägsspåret.

Bruket i Strå hade en egen lastplats, Kalkbacken, vid Sala-Gysinge-Gävle Järnväg. Lastplatsen var belägen ca 1,7 km från Sala. Bruket var förbundet med lastplatsen med ett industrispår med 600 mm spårvidd.